# Liste der kulturellen Gedächtnisorte in Ostdeutschland

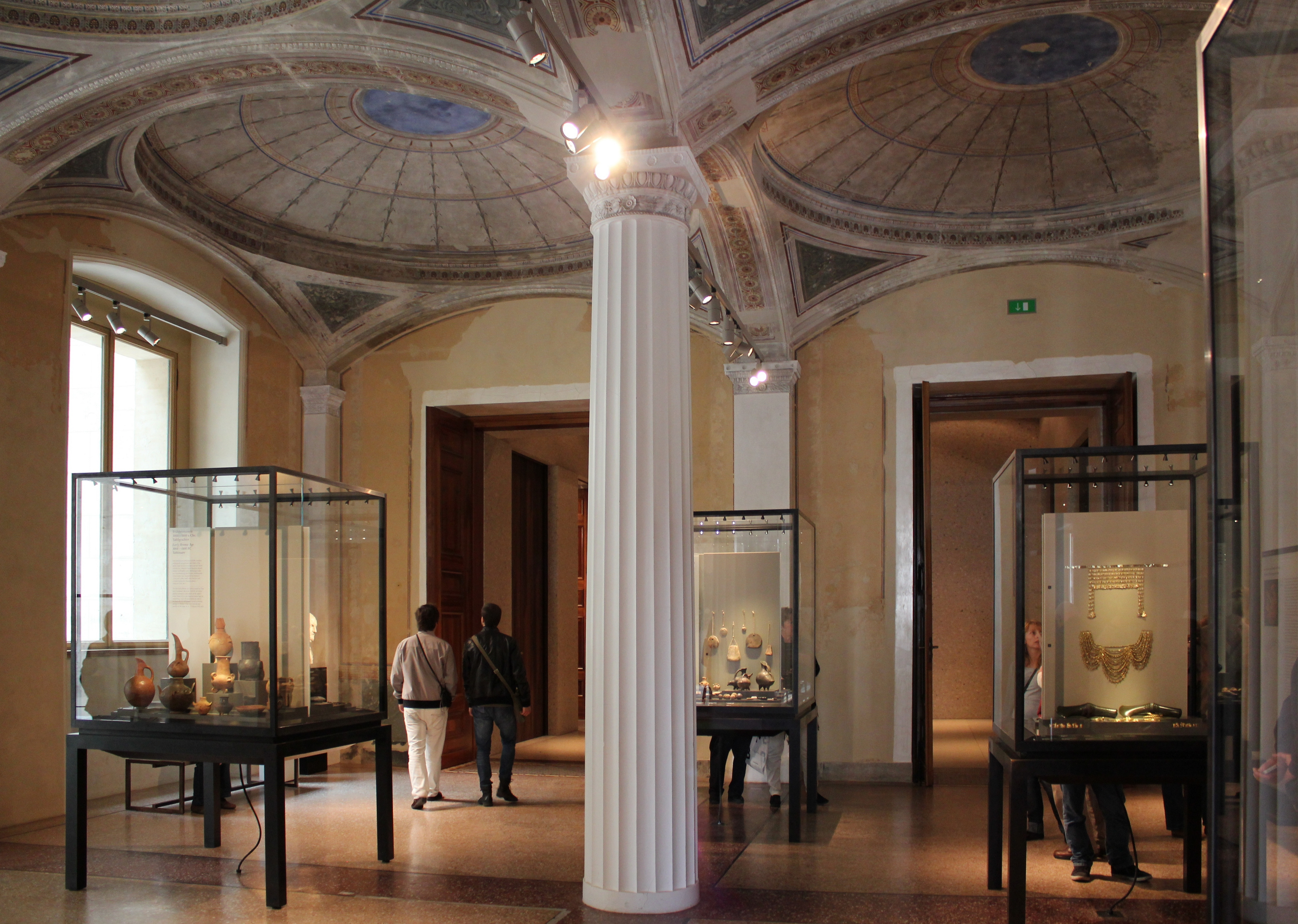
Schliemannsaal im Neuen Museum (Berlin)

Als kulturelle Gedächtnisorte bezeichnet man im Blaubuch der Bundesregierung aufgenommene Museen und Einrichtungen, die bedeutenden Persönlichkeiten und Erinnerungsstätten in Ostdeutschland gewidmet sind. Die Auswahl der Kulturstätten erfolgt auf Initiative des Beauftragten der Bundesregierung für Kultur und Medien in Abstimmung mit den Kultusministern der ostdeutschen Länder. Die Einrichtungen befinden sich in verschiedenen Trägerschaften. Teilweise ist der Bund an der Finanzierung beteiligt. Die erste Auswahl der Kulturstätten erfolgte auf Initiative des damaligen Beauftragten der Bundesregierung für Kultur und Medien Michael Naumann. Die erste Ausgabe des Blaubuches wurde am 26. September 2001 der Öffentlichkeit vorgestellt. Weitere, in Auswahl und Rangfolge leicht veränderte Auflagen erfolgten 2002/03 und 2006.

## Kulturelle Gedächtnisorte

### Brandenburg
- Theodor-Fontane-Archiv in Potsdam
- Kurt-Tucholsky-Literaturmuseum in Rheinsberg
- Schloss Reckahn#Rochow-Museum Reckahn
- Kleist-Museum in Frankfurt/Oder
- Gerhart-Hauptmann-Museum (Erkner)

### Mecklenburg-Vorpommern
- Ernst-Barlach-Museum in Güstrow
- Gerhart-Hauptmann-Museum (Hiddensee)
- Heinrich-Schliemann-Museum in Ankershagen
- Hans-Fallada-Haus in Carwitz
- Otto-Lilienthal-Museum in Anklam

### Sachsen
- Mendelssohn-Haus (Leipzig)
- Robert-Schumann-Haus in Zwickau
- Lessing-Museum (Kamenz)

### Sachsen-Anhalt
- Gleimhaus in Halberstadt
- Kurt-Weill-Zentrum in Dessau
- Winckelmann-Museum in Stendal
- Nietzsche-Haus in Naumburg (Saale)
- Novalis-Museum im Schloss Oberwiederstedt in Arnstein
- Heinrich-Schütz-Haus (Weißenfels)

### Thüringen
- Bachhaus Eisenach
- Bauernkriegspanorama in Bad Frankenhausen
- Heinrich-Schütz-Haus (Bad Köstritz)